# Bankgasse
 (mai 2024).

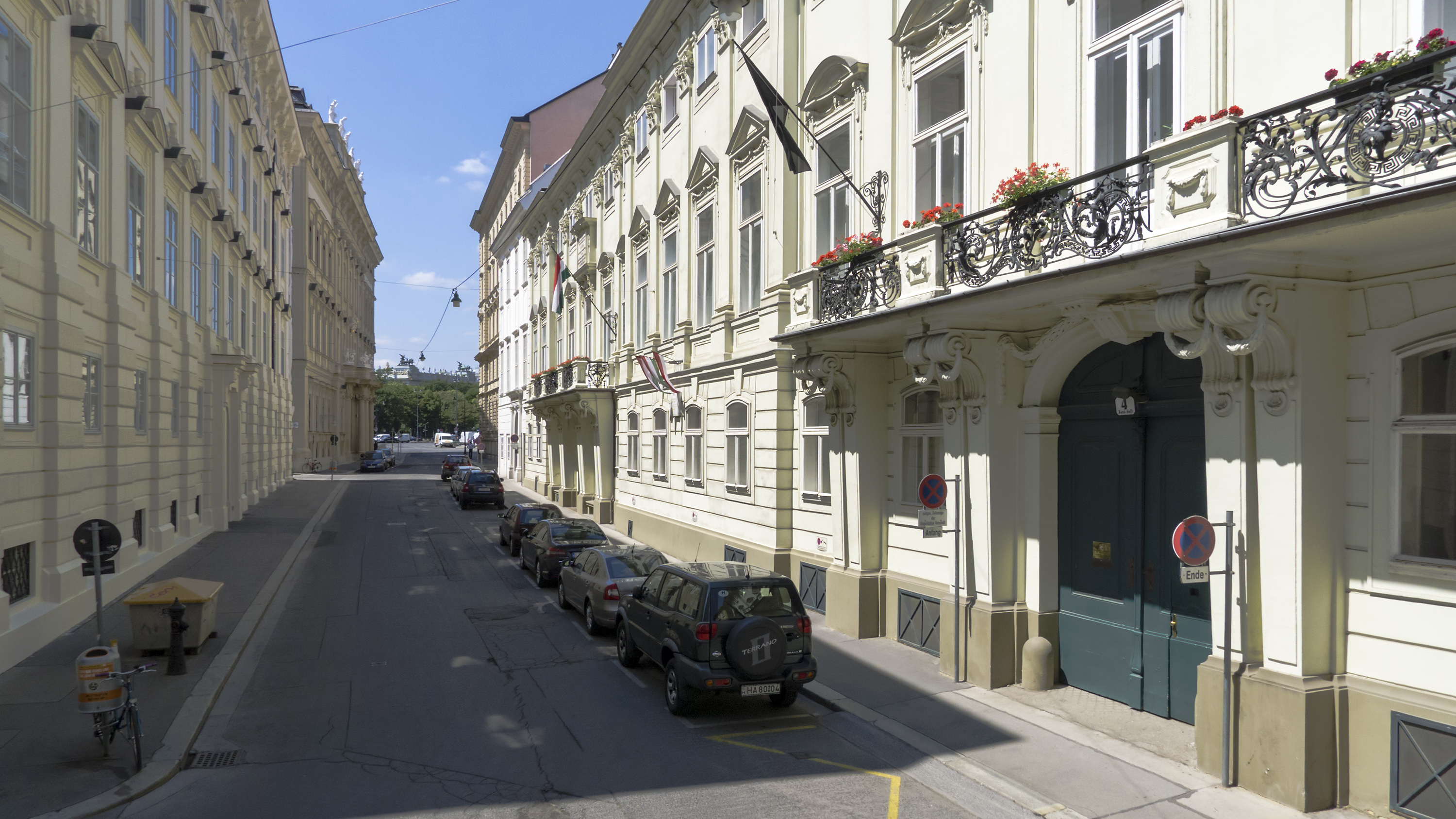
Bankgasse à l'ouest

La Bankgasse est une rue située dans le centre-ville de Vienne. Elle se caractérise par la présence de nombreux palais baroques.

## Histoire
La rue est construite au XIIIe siècle comme extrémité nord du monastère des Frères Mineurs. Le nom Schenkenstrasse est attesté en 1301, et en 1452 on parle de Vorderen Schenkenstrasse, tandis que la Schenkenstrasse parallèle actuelle s'appelle alors Hintere Schenkenstrasse. En 1770, le nom est Große Schenkenstraße. Depuis 1862, elle s'appelle Bankgasse, du nom de l'ancien bâtiment de la Banque nationale autrichienne qui se trouve ici.

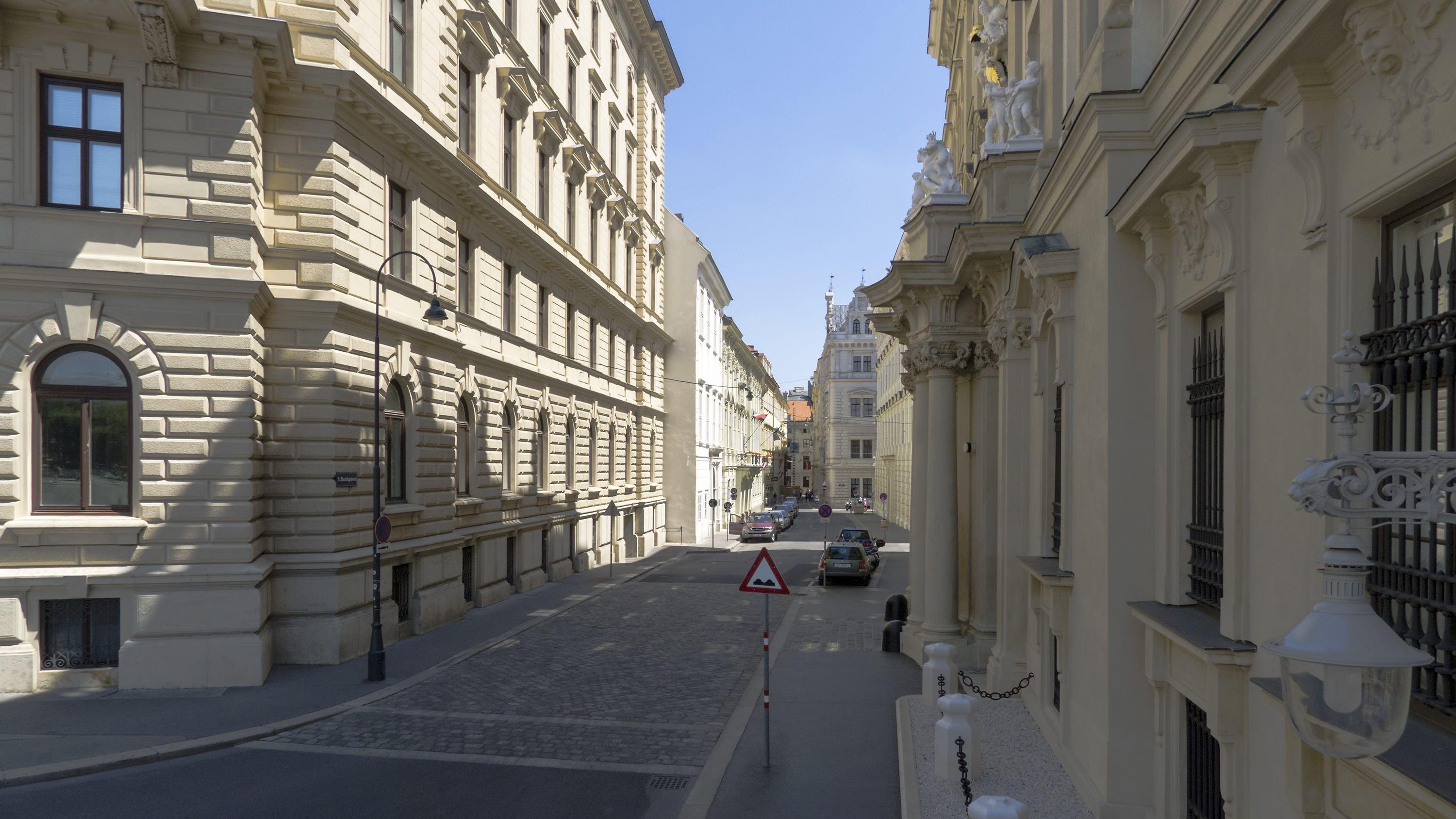
Bankgasse à l'est

## Description
La Bankgasse part de la Herrengasse jusqu'à la Löwelstrasse. Il n’y a pas de transports publics dans la rue.
Les bâtiments sont presque entièrement constitués d'importants palais de ville de la période baroque et, aux deux extrémités, également de bâtiments classiques et historicistes. Par conséquent, il n'y a pas de magasins ni de restaurants ; l'ambiance est celle d'un quartier gouvernemental. Tous les bâtiments de la Bankgasse sont classés.

## Édifices

### N°1 de l'ancienne Banque nationale autrichienne
L'ancien bâtiment de la Banque nationale autrichienne est construit entre 1819 et 1824 selon les plans de Charles de Moreau dans le style de la Renaissance italienne.

### N°2 de l'ancien palais Batthyány
L'ancien palais Batthyány est un important complexe baroque datant de la fin du XVIIe siècle et du début du XVIIIe siècle. Le Palais Orsini-Rosenberg d'origine, situé dans la Herrengasse, est agrandi en 1716 par deux bâtiments supplémentaires. Christian Alexander Oedtl reconstruit l'ensemble du complexe pour la comtesse Eleonore Batthyány en 1718, la partie centrale du bâtiment, celle de la Bankgasse, étant conçue comme un palais représentatif du haut baroque. À cette époque, une nouvelle entrée principale et l'escalier sont construits.

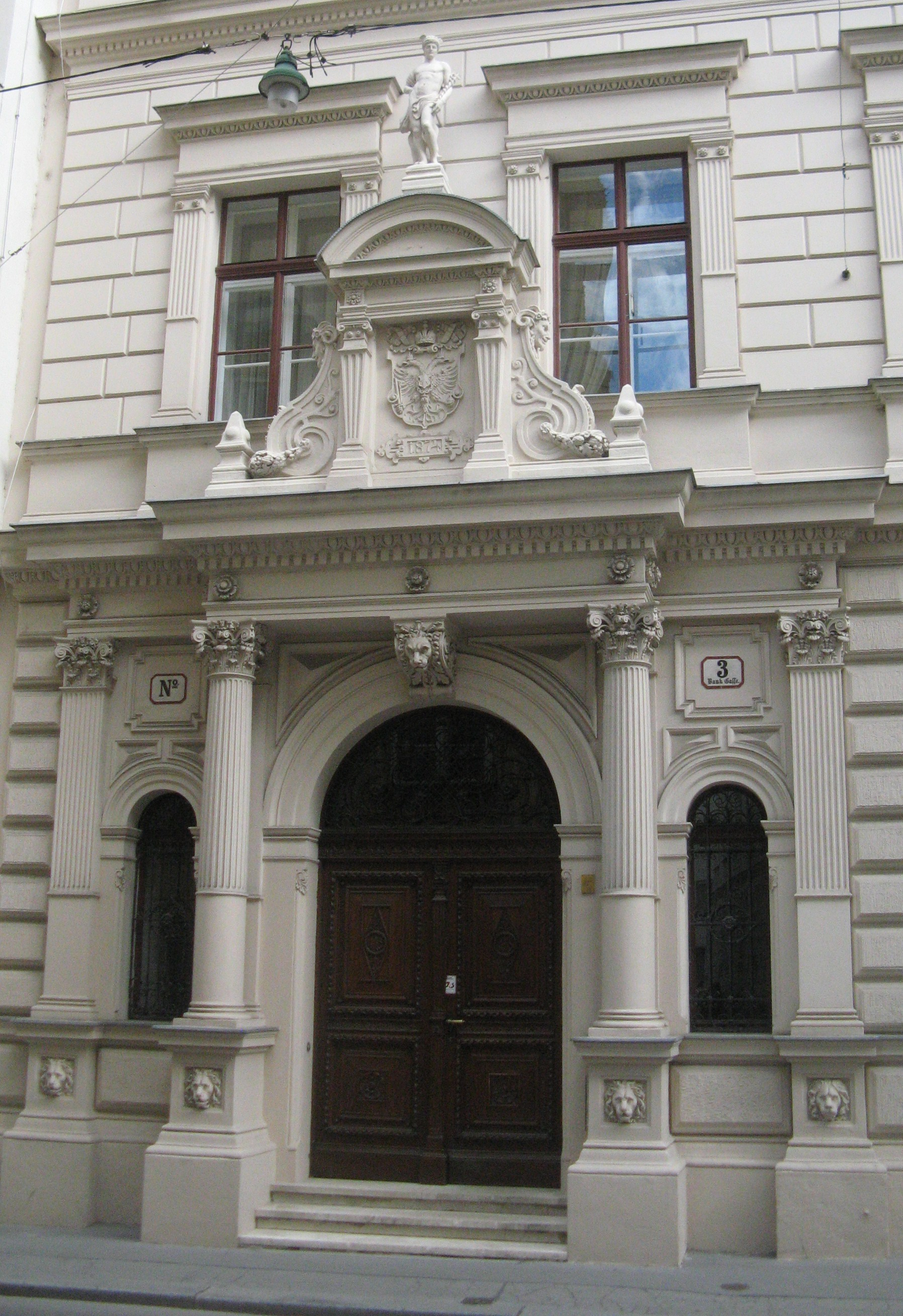
Portail de l'ancien bâtiment administratif de la Banque austro-hongroise

### N°3 ancien bâtiment administratif de la Banque austro-hongroise
L'ancien bâtiment administratif de la Banque austro-hongroise est construit par Friedrich von Schmidt entre 1872 et 1875. Des éléments décoratifs comprennent une statue d'Hermès couronné et des armoiries d'un aigle à deux têtes avec une couronne impériale, mentionnant l'année 1874. Le portail lui-même est en bois et porte l'emblème NB pour « Nationalbank » (« Banque Nationale »). Il y a une grille en fer forgé dans la lunette au-dessus.

### N° 4, 6 ancienne chancellerie de la cour hongroise
L'ancienne maison Trautson, construite après 1676, est à l'origine située au no 4 ; au no 6 se trouve l'ancien Palais Strattmann, construit entre 1692 et 1694 par Johann Bernhard Fischer von Erlach pour le chancelier de la cour Theodor Graf Strattmann. Ce dernier devient le palais Strattmann-Windischgrätz en 1728 et la chancellerie de la cour hongroise en 1747. De 1766 à 1767, Nicolas Pacassi redessine la façade dans le style rococo et entre 1783 et 1784, la chancellerie de la cour est agrandie pour inclure la maison du no 4, la façade étant adaptée par Franz Anton Hillebrandt. Aujourd'hui, l'ambassade de Hongrie se trouve dans le bâtiment.

### N° 5-7 ancien Palais Starhemberg
Dans la Bankgasse se trouve l'arrière de l'ancien Palais Starhemberg, construit de 1661 à 1667 pour le comte Conrad Balthasar Starhemberg. À l'exception de l'aile Léopoldine de la Hofburg, c'est le seul palais important du début du baroque à Vienne. À l'intérieur, les pièces ont été redessinées dans le style classique par Andreas Zach en 1784 et par Alois Pichl en 1820. Les statues et les vases ont été créés par Josef Klieber. Le bâtiment abrite depuis 1871 le ministère fédéral de la Culture et de l'Éducation, aujourd'hui ministère fédéral de la Science et de la Recherche et le ministère fédéral de l'Éducation, des Arts et de la Culture. Il est situé à l'adresse principale Minoritenplatz 5.

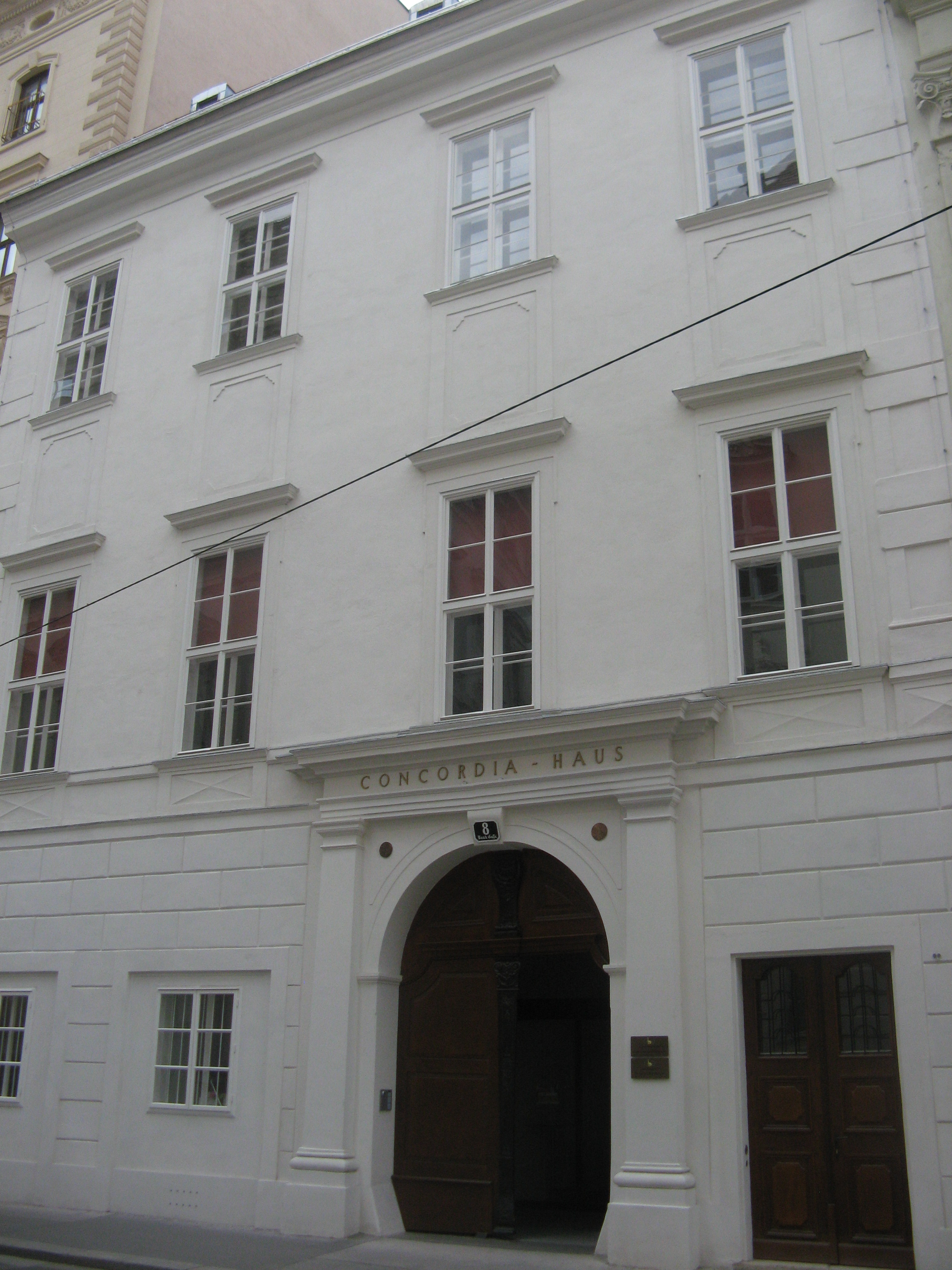
Concordia-Haus

### No. 8 Concordia Haus
L'ancienne Althansche Freihaus est construite vers 1600 et reçoit une façade du début du baroque vers 1660-1670. Depuis 1958, c'est le siège du Concordia Press Club.

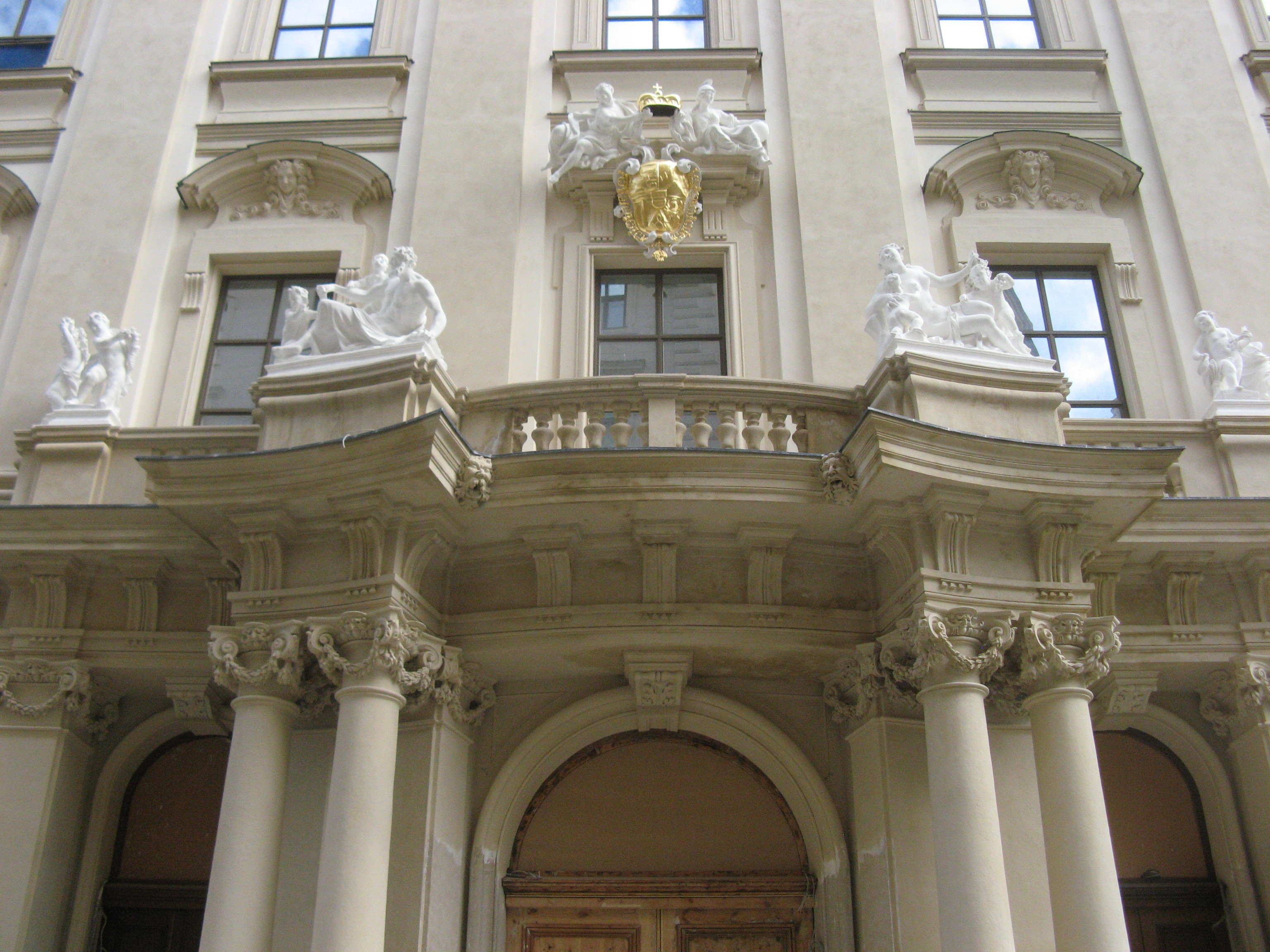
Portail principal du palais municipal du Liechtenstein

### N° 9 Palais Liechtenstein
Dominik Graf Kaunitz débute la construction en 1691 par Domenico Martinelli, sur la base des plans d'Enrico Zuccalli. En 1694, le prince Johann Adam Andreas du Liechtenstein achète le bâtiment et le fait achever. Il est considéré comme le premier palais baroque important de Vienne. Il héberge l'importante collection d'art des princes du Liechtenstein, dont une partie est à nouveau hébergée ici à partir de 2013.
Le premier portail baroque monumental de Vienne s'y trouve, réalisé par Martinelli entre 1698 et 1705.

## Source de traduction
- (de) Cet article est partiellement ou en totalité issu de l’article de Wikipédia en allemand intitulé « Bankgasse » (voir la liste des auteurs).